# Coswig (Szászország)
Coswig település Németországban, azon belül Szászország tartományban. Lakosainak száma 20 561 fő (2023. december 31.).

## Népesség
A település népességének változása:
| Lakosok száma | 20 899 | 20 817 | 20 462 | 20 512 | 20 561 |
|               | 2017   | 2019   | 2021   | 2022   | 2023   |